# Federación Potosina
La Federación Potosina de Houston, Texas se fundó en Houston, Texas en el año 2006.  Después de un año de planeación se materializó llevándose a cabo la primera junta en el verano del 2006.  
El objetivo de La Federación es trabajar con el gobierno estatal de San Luis Potosí para lograr proyectos que beneficien a la gente potosina. En el año 2006 se empezó a trabajar con dos proyectos para dos caminos, uno en el municipio de Alaquines y otro en Guadalcázar.
Miembros de esta federación son: Alaquines; Cárdenas; Cerritos; El Sabino; Guadalcázar; Pro Justicia Serafín Olvera; San Nicolás Tolentino; Venado; y Fundación Villa Juárez de Houston, Texas.

## Presidentes
- Domiciano Aldape (2006-2008)

- Datos: Q5857267